# Essex Township (comté de Kankakee, Illinois)
Pour les articles homonymes, voir Essex Township.
Essex Township est un township du comté de Kankakee dans l'Illinois, aux États-Unis,. Sa population s’élevait à 1 480 habitants lors du recensement de 2010, estimée à 1 414 habitants en 2016.

## Démographie
| Groupe            | Essex | Illinois | États-Unis |
| ----------------- | ----- | -------- | ---------- |
| Blancs            | 96,3  | 71,5     | 72,4       |
| Métis             | 2,1   | 2,3      | 2,9        |
| Autres            | 0,8   | 7,0      | 7,3        |
| Asiatiques        | 0,5   | 4,6      | 4,8        |
| Afro-Américains   | 0,3   | 14,6     | 12,6       |
| Total             | 100   | 100      | 100        |
|                   |       |          |            |
| Latino-Américains | 1,5   | 15,8     | 17,4       |

Selon l'American Community Survey pour la période 2011-2015, 99,60 % de la population âgée de plus de 5 ans déclare parler l'anglais à la maison et 0,40 % une autre langue.

## Source de la traduction
- (en) Cet article est partiellement ou en totalité issu de l’article de Wikipédia en anglais intitulé « Essex Township, Kankakee County, Illinois » (voir la liste des auteurs).